# 陈集镇 (肥东县)
陈集镇，是中华人民共和国安徽省合肥市肥东县下辖的一个乡镇级行政单位。

## 行政区划
陈集镇下辖以下地区：
陈集社区、山头村、竹滩村、稻香村、肖圩村、前后张村、大魏村、吴集村和秦湖村。